# Andrés Sorel
Andrés Sorel (1937, Segovia, Španělsko – 7. ledna 2019, Madrid) byl španělský spisovatel.

## Životopis
Narodil se v Segovii během občanské války, otci z Kastilie a matce z Andalusie. Jeho bratr Antonio Martínez Menchén působí také jako spisovatel.
Studoval učitelství a filosofii a během diktatury vstoupil do Komunistické strany Španělska. Mezi lety 1962 a 1971 pracoval jako korespondent Radio España Independiente a v Paříži vedl časopis Información Española, který byl určen pro španělské emigranty. Příjmení Sorel převzal od postavy Juliena Sorela, představitele Stendhalova románu Červený a černý. V roce 1963 pro ideologické a politické neshody opustil Komunistickou stranu.
Během Kubánské revoluce několikrát cestoval na ostrov, kde uskutečnil rozhovor s Fidelem Castrem a Che Guevarou. Jeho podpora kubánské vládě trvala i po jeho odchodu z Komunistické strany.
Po smrti Francisca Franca se vrátil do Španělska, kde spolupracoval s různým levicovými periodiky, mezi kterými lze vyzvednout založení deníku Liberación v roce 1984, prezentovaného jako první radikální levicový deník v zemi.
Byl je generálním sekretářem Asociación Colegio de Escritores de España a ředitelem časopisu República de las Letras.
Publikoval více než 50 knih a zúčastnil se více než 1 000 konferencí v různých městech světa. Jeho díla byly přeloženy a publikovány v USA, na Kubě, v Portugalsku, Rumunsku, Spojeném království a na Slovensku.